# Jana Schreckenbach
Jana Schreckenbach (* 8. Juli 1982 in Karl-Marx-Stadt) ist eine ehemalige deutsche Eishockeyspielerin, die über viele Jahre für die MERC Wild Cats in der Fraueneishockey-Bundesliga aktiv war und mit der deutschen Frauen-Nationalmannschaft an zwei Weltmeisterschaften und den Olympischen Winterspielen 2002 in Salt Lake City teilgenommen hat.

## Karrierestatistik
P = Pokalrunde Nord

### International
(Legende zur Spielerstatistik: Sp oder GP = absolvierte Spiele; T oder G = erzielte Tore; V oder A = erzielte Assists; Pkt oder Pts = erzielte Scorerpunkte; SM oder PIM = erhaltene Strafminuten; +/− = Plus/Minus-Bilanz; PP = erzielte Überzahltore; SH = erzielte Unterzahltore; GW = erzielte Siegtore; 1 Play-downs/Relegation; Kursiv: Statistik nicht vollständig)